# Franz Schalk
Franz Schalk (Viena, 27 de maio de 1863 — Reichenau an der Rax, 3 de setembro de 1931) foi um maestro austríaco. De 1918 até 1929 foi diretor da Ópera Estatal de Viena, onde trabalhou com Richard Strauss de 1919 até 1924.

## Biografia
Schalk nasceu em Viena, Áustria, onde estudou com o compositor Anton Bruckner. A partir de 1900 ele foi o kapellmeister da Ópera da Corte de Viena. Entre 1904 até 1921 ele foi a cabeça do Gesellschaft der Musikfreunde em Viena. Em 1918 ele se tornou o diretor da Ópera Estatal de Viena, onde em 1919 ele se tornou o co-diretor com Richard Strauss. Divergencia entre a divisão das responsabilidades entre os dois, eventualmente acadou com a demissão de Strauss.
Hoje em dia, Schalk é famoso por popularizar e revisar as sinfonias do seu professor, Bruckner. Ele também conduziu a estréia da Sinfonia Nº5 de Bruckner em 1894. Enquanto muitos críticos atacam Schalk pelas alterações nas versões originais dos trabalhos de Bruckner, outros dizem que sem ele a música de Bruckner não seria conhecida. O maestro Leon Botstein é um proeminente defensor das versões de Schalk das músicas de Bruckner.